# Maksim Azowski
Maksim Azowski (ros. Максим Азовский; ur. 4 czerwca 1986 w Astanie) – kazachski piłkarz, występujący na pozycji pomocnika.

## Kariera klubowa
Azowski profesjonalną karierę rozpoczął w klubie Żengys Astana. Zawodnik dość często zmieniał drużyny, w żadnej nie grał dłużej niż dwa lata. Ma na koncie występy w Ekibastuziec Ekibastuz, drugoligowym wówczas Batyr Ekibastuz, Okżetpes Kokczetaw, FK Taraz, FK Ałmaty, FK Astana-64, ponownie FK Ałmaty, Ordabasy Szymkent, Żetysu Tałdykorgan, kolejny raz w FK Astana, a także w Akżajyk Orał. W 2013 roku po raz drugi trafił do klubu Żetysu Tałdykorgan.

## Kariera reprezentacyjna
W reprezentacji Kazachstanu zadebiutował 29 stycznia 2005 roku w towarzyskim meczu przeciwko Japonii. Na boisku pojawił się w 46 minucie meczu. Do tej pory rozegrał w niej 16 meczów (stan na 5 lipca 2013).
| Mecze i gole w reprezentacji | Mecze i gole w reprezentacji | Mecze i gole w reprezentacji | Mecze i gole w reprezentacji | Mecze i gole w reprezentacji | Mecze i gole w reprezentacji | Mecze i gole w reprezentacji |
| #                            | Data                         | Stadion                      | Rywal                        | Wynik                        | Gol                          | Rozgrywki                    |
| 2005                         | 2005                         | 2005                         | 2005                         | 2005                         | 2005                         | 2005                         |
| ---------------------------- | ---------------------------- | ---------------------------- | ---------------------------- | ---------------------------- | ---------------------------- | ---------------------------- |
| 1.                           | 29.01.2005                   | Jokohama, Japonia            | Japonia                      | 0:4                          | 0                            | towarzyski                   |
| 2.                           | 17.08.2005                   | Ałmaty, Kazachstan           | Gruzja                       | 1:2                          | 0                            | El. MŚ 2006                  |
| 3.                           | 07.09.2005                   | Ałmaty, Kazachstan           | Grecja                       | 1:2                          | 0                            | El. MŚ 2006                  |
| 4.                           | 08.10.2005                   | Tbilisi, Gruzja              | Gruzja                       | 0:0                          | 0                            | El. MŚ 2006                  |
| 2006                         |                              |                              |                              |                              |                              |                              |
| 5.                           | 14.02.2006                   | Amman, Jordania              | Jordania                     | 0:2                          | 0                            | towarzyski                   |
| 6.                           | 01.03.2006                   | Nikozja, Cypr                | Grecja                       | 0:2                          | 0                            | towarzyski                   |
| 7.                           | 05.07.2006                   | Ałmaty, Kazachstan           | Kirgistan                    | 1:0                          | 0                            | towarzyski                   |
| 8.                           | 11.10.2006                   | Ałmaty, Kazachstan           | Finlandia                    | 0:2                          | 0                            | El. ME 2008                  |
| 9.                           | 24.12.2006                   | Bangkok, Tajlandia           | Singapur                     | 0:0                          | 0                            | towarzyski                   |
| 10.                          | 26.12.2006                   | Bangkok, Tajlandia           | Wietnam                      | 1:2                          | 0                            | towarzyski                   |
| 2007                         |                              |                              |                              |                              |                              |                              |
| 11.                          | 08.09.2007                   | Ałmaty, Kazachstan           | Tadżykistan                  | 1:1                          | 0                            | towarzyski                   |
| 2010                         |                              |                              |                              |                              |                              |                              |
| 12.                          | 11.08.2010                   | Astana, Kazachstan           | Oman                         | 3:1                          | 0                            | towarzyski                   |
| 13.                          | 03.09.2010                   | Astana, Kazachstan           | Turcja                       | 0:3                          | 0                            | El. ME 2012                  |
| 14.                          | 07.09.2010                   | Salzburg, Austria            | Austria                      | 0:2                          | 0                            | El. ME 2012                  |
| 15.                          | 12.10.2010                   | Astana, Kazachstan           | Niemcy                       | 0:3                          | 0                            | El. ME 2012                  |
| 2011                         |                              |                              |                              |                              |                              |                              |
| 16.                          | 09.02.2011                   | Antalya, Turcja              | Białoruś                     | 1:1                          | 0                            | towarzyski                   |

## Sukcesy
- Mistrz Kazachstanu: 2006 (FK Astana 64)
- Puchar Kazachstanu: 2002 (Żenis); 2004 (Taraz); 2010 (FK Astana)
- Superpuchar Kazachstanu: 2011 (FK Astana)